# Jeffrey Amherst, I barone Amherst
Jeffery Amherst, I barone Amherst (Sevenoaks, 29 gennaio 1717 – Sevenoaks, 3 agosto 1797), è stato un generale britannico.
Amherst è noto in particolare come il vero architetto del successo della campagna britannica per la conquista dei territori della Nuova Francia durante la Guerra dei sette anni. Al suo comando le forze inglesi presero le città di Louisbourg, Québec e Montréal, nonché le principali fortezze militari dell'area. Egli fu anche il primo governatore generale dei territori che diverranno in seguito il Canada.

## Biografia

### I primi anni
Jeffrey era figlio di Jeffrey Amherst (m. 1750), avvocato del Kent, e di sua moglie Elizabeth Amherst (nata Kerrill), Jeffery Amherst nacque a Sevenoaks, in Inghilterra, il 29 gennaio 1717. Tra i suoi fratelli citiamo l'ammiraglio John Amherst ed il tenente generale William Amherst. Ancora giovane divenne paggio di Lionel Sackville, I duca di Dorset. Successivamente Amherst divenne alfiere nei Grenadier Guards nel 1735 entrando così ufficialmente nel mondo militare che in seguito avrebbe contraddistinto tutta la sua vita.
Amherst prestò servizio nella Guerra di Successione austriaca come aiutante del generale John Ligonier e prendendo parte alla Battaglia di Dettingen nel giugno del 1743 ed alla Battaglia di Fontenoy nel maggio del 1745. Promosso tenente colonnello il 25 dicembre 1745, prese parte alla Battaglia di Rocoux nell'ottobre del 1746. Egli divenne quindi aiutante del principe Guglielmo Augusto, duca di Cumberland, comandante delle forze britanniche, e prese parte alla Battaglia di Lauffeld nel luglio del 1747.

### La Guerra dei Sette anni

#### In Germania
Nel febbraio del 1756 Amherst venne nominato commissario per le forze dell'Assia assemblate per difendere l'Hannover come parte dell'Esercito di Osservazione dal momento che sembrava possibile un'invasione francese contro i possedimenti continentali della Gran Bretagna. Egli venne quindi nominato colonnello del 15th Regiment of Foot il 12 giugno 1756. Dal 1757, passato l'immediato pericolo, gli inglesi presero parte alla Battaglia di Hastenbeck nel luglio del 1757: gli alleati difesero le loro posizioni e fecero indietreggiare il nemico verso Stade e le coste del Mare del Nord.
Amherst era amareggiato per la ritirata e per la Convenzione di Klosterzeven con la quale l'Hannover comunque si accordava per ritirarsi dalla guerra: egli iniziò a preparare lo scarico delle truppe assiane dal suo comando.

#### Louisbourg
Amherst ottenne grande fama durante la Guerra dei Sette anni, ed in particolare nella campagna del Nord America durante l'assedio di Louisbourg sull'Isola di Cape Breton nel giugno del 1758.
Dopo il brillante svolgimento delle azioni, egli venne nominato Comandante in Capo del Nord America e colonnello in capo del 60th (Royal American) Regiment nel settembre del 1758. Amherst guidò quindi un'armata contro le truppe francesi presso il Lago Champlain, dove catturò il forte di Ticonderoga nel luglio del 1759, mentre un'altra armata al comando di Sir William Johnson prese Niagara sempre nel luglio del 1759 e James Wolfe assediò e catturò Quebec con una terza armata nel settembre di quell'anno. Amherst fu quindi nominalmente Governatore della Virginia dal 12 settembre 1759.

#### Montréal
L'8 settembre 1760, guidò un'armata a discendere il fiume San Lorenzo dal Lago Ontario e prese la città di Montréal, ponendo fine definitivamente al dominio francese in Nord America. Egli fece infuriare i comandanti francesi rifiutando loro gli "onori di guerra" (il diritto cerimoniale alla guarnigione sconfitta di mantenere la propria bandiera); Francis de Gaston, Chevalier de Levis preferì bruciare la propria bandiera piuttosto che cederla al nemico.
In riconoscimento di questa vittoria, Amherst venne nominato Governatore Generale del Nord America britannico nel settembre del 1760 e promosso maggiore generale il 29 novembre 1760. Venne nominato Cavaliere dell'Ordine del Bagno l'11 aprile 1761.
Dalla sua base a New York, Amherst prese parte alle spedizioni britanniche nelle Indie occidentali e diresse movimenti delle truppe inglesi in loco, catturando la Dominica nel 1761 e la Martinica e Cuba nel 1762.

### La Ribellione di Pontiac
L'ostilità tra inglesi e nativi americani dopo la recente guerra con la Francia e la conquista di nuovi territori da parte degli europei, portò ad un vero e proprio scontro di razza. Il vaiolo era scoppiato in un'epidemia a Fort Pitt nel 1763, ed il comandante del forte aveva pensato di cogliere l'occasione per eliminare un buon numero di indigeni offrendo loro un banchetto con cibo infettato.; in realtà poi furono offerte agli indigeni coperte e lenzuola usate dai malati di vaiolo. Amherst approvò il piano trovando così un modo per "estirparne la razza".. Ciò fa di lui uno dei precursori della guerra batteriologica. Amherst venne richiamato in patria per discutere dei futuri piani dell'esercito inglese in Nord America, e si aspettava pertanto un compiacimento generale per la sua conquista del Canada, ma invece gli venne chiesto di rendere conto della recente rivolta scoppiata. Egli venne costretto a difendere la sua condotta, in particolare dalle accuse mossegli da Sir William Johnson e da George Croghan che avevano sobbillato la Board of Trade portando al richiamo di Amherst. Ad ogni modo egli venne promosso a tenente generale il 26 marzo 1765 e divenne colonnello del 3rd Regiment of Foot nel novembre del 1768.

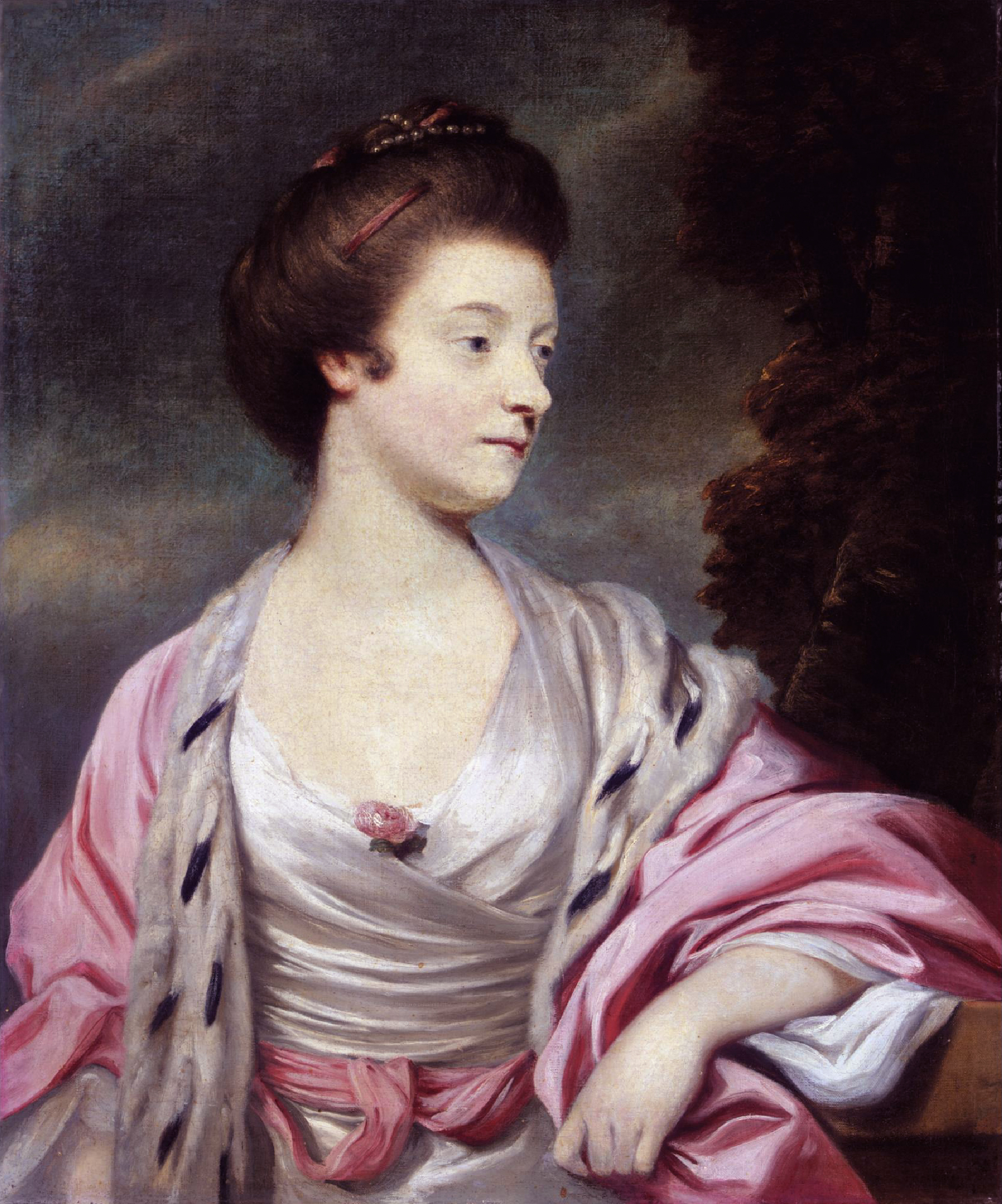
Il 26 marzo 1767 Jeffrey Amherst sposò Elizabeth, figlia del generale George Cary (ritratto di Joshua Reynolds, 1767)

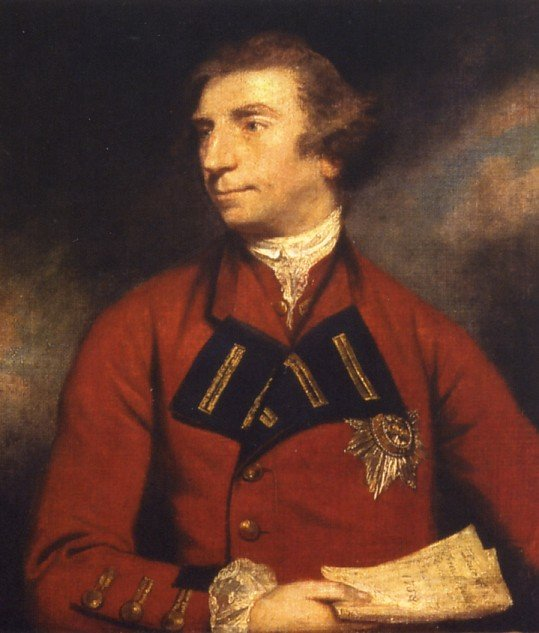
Jeffrey Amherst, I barone Amherst

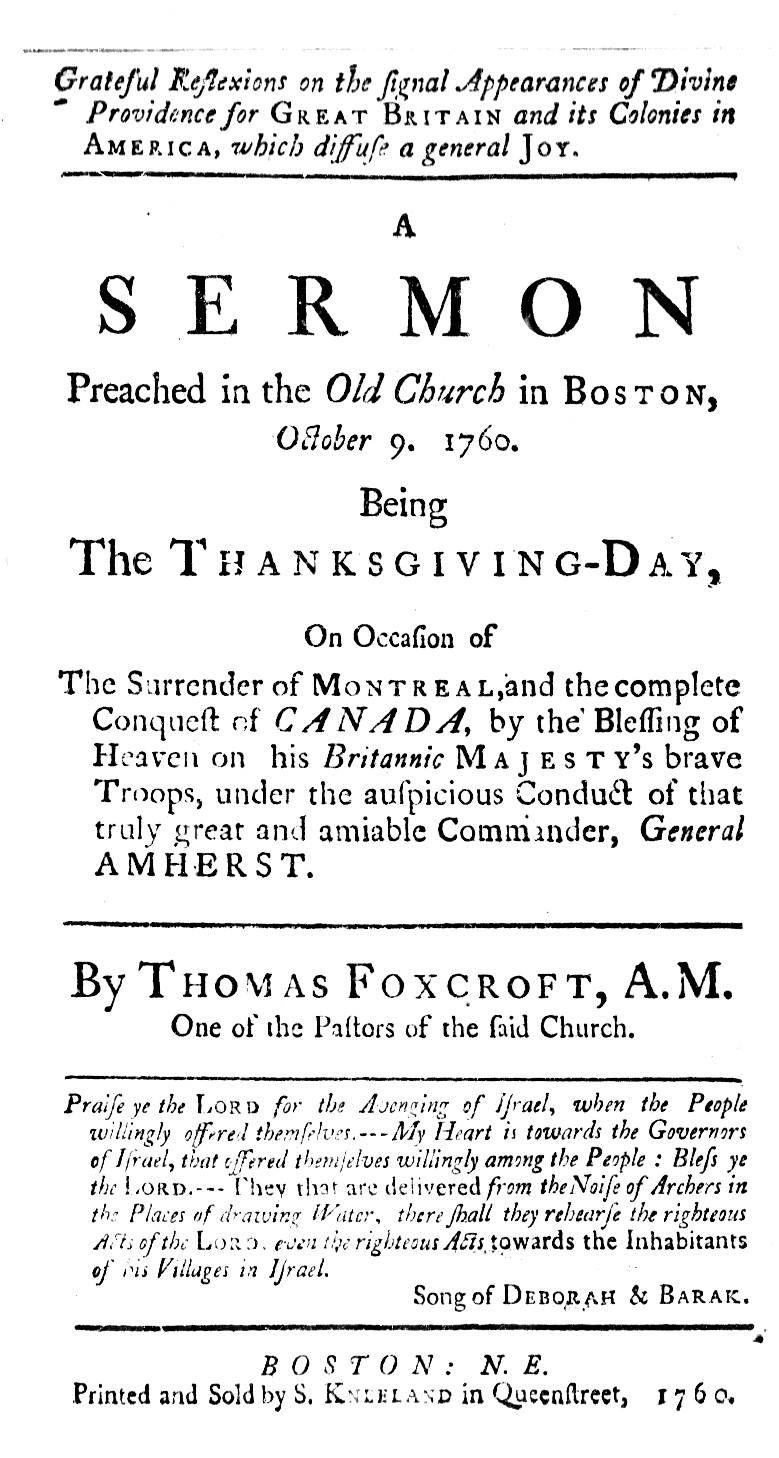
La resa del Canada del 1760 di Thomas Foxcroft Boston

Il 22 ottobre 1772 Amherst venne nominato Tenente generale dell'Ordinanza e poco dopo divenne fidato di Giorgio III che inizialmente lo aveva ritenuto inadatto per la posizione di governatore preferendogli un membro della famiglia reale, ma poi si era ricreduto. Il 6 novembre 1772 egli divenne membro del Consiglio Privato del re.

### La guerra d'indipendenza americana
Amherst venne elevato nella Parìa della Gran Bretagna il 14 maggio 1776 col titolo di Barone Amherst di Holmesdale. Il 24 marzo 1778 venne promosso generale a pieno titolo e, nell'aprile del 1778, divenne Comandante in Capo delle Forze, il che gli diede la possibilità di sedere nel gabinetto di governo.
Nel 1778 quando il comandante britannico in Nord America, William Howe, chiese di essere sostituito, Amherst venne considerato dal governo come utile rimpiazzo: ad ogni modo, la sua insistenza di richiedere altri 75 000 uomini per la soppressione delle ribellioni locali non era accettabile da parte del governo, e Henry Clinton venne invece prescelto per l'America. Dopo la sconfitta britannica nella Battaglia di Saratoga, Amherst mantenne i suoi uomini lungo la costa, difendendo il Canada, la Florida orientale ed occidentale e le Indie occidentali, spostando sempre più il conflitto sul mare piuttosto che su terra. Il 7 novembre 1778 il re e la regina fecero visita ad Amherst nella sua casa di Montreal Park, nel Kent ed il 24 aprile 1779 egli venne nominato colonnello del 2nd Troop of Horse Grenadier Guards.

### Terrore per l'invasione
Da diverso tempo la Francia stava portando avanti un progetto per invadere la Gran Bretagna sfruttando gli eventi della guerra in corso: nel 1779 la Spagna entrò in guerra al fianco della Francia e temendo un'invasione, Amherst venne posto ad organizzare le difese delle terre britanniche anticipando le mosse del nemico che però poi non si materializzarono mai.

### Gordon Riots
Nel giugno del 1780 Amherst con l'esercito britannico si preoccupò di schiacciare i Gordon Riots di stampo anti-cattolico a Londra: dopo lo scoppio della rivolta Amherst impiegò una piccola guarnigione di stanza a Londra di cavalieri e fanti come poteva ma incontrò la riluttanza dei magistrati civili che non autorizzarono azioni contro i rimostranti. Truppe locali e della milizia vennero portati dalle contee vicine e Amherst poté così disporre di 15.000 uomini acquartierati ad Hyde Park, dichiarando contestualmente la legge marziale, dando alle truppe piena autorità di sparare sulla folla in caso di contromanifestazioni; l'ordine venne ristabilito in breve tempo. Coi Gordon Riots, però, Amherst venne forzato a dimettersi dal suo ruolo di Comandante in Capo nel febbraio del 1782 e venne rimpiazzato da Henry Conway. Il 23m marzo 1782 divenne capitano e colonnello del 2nd Troop of Horse Guards.

### Le guerre rivoluzionarie francesi
L'8 luglio 1788 Amherst divenne colonnello del 2nd Regiment of Life Guards ed il 30 agosto di quello stesso anno venne creato Barone Amherst di Montréal con la previsione particolare che tale titolo sarebbe passato a suo nipote (dal momento che Amherst non aveva figli, mentre l'altro suo titolo di Barone di Holmesdale era concepito come personale e quindi non trasmissibile; si estinse pertanto alla sua morte). Con l'avvento delle guerre rivoluzionarie francesi, Amherst venne richiamato come Comandante in Capo delle Forze nel gennaio del 1793, sebbene sia stato per l'occasione generalmente criticato per aver permesso all'esercito di rimanere disimpegnato, il che fu una delle cause dirette del fallimento delle prime campagne nei Paesi Bassi. William Pitt disse di lui "la sua età, ed il suo temperamento naturale, sono poco adatte all'attività e per l'energià richieste in questo momento". Horace Walpole lo definì "quella pigna di legni la cui stupidità e incapacità sono incredibili". "Egli ha permesso innumerevoli abusi per la crescita dell'esercito... Ha mantenuto il suo comando, così come il suo denaro, con una tenacia che non può essere censurata". Egli si ritirò dall'incarico nel febbraio del 1795, per essere rimpiazzato dal principe Federico, duca di York ed Albany, e venne promosso al rango di Feldmaresciallo il 2 agosto 1796. Si ritirò a vita privata nella sua casa di Montréal Park ove morì il 3 agosto 1797.

## La famiglia
Nel 1753 Jeffrei Amherst sposò Jane Dalison; dopo la morte della prima moglie egli sposò Elizabeth Cary nel 1767. Da nessuno dei due matrimoni nacquero eredi.